# ليونارد تومسون (لاعب غولف)
ليونارد تومسون (بالإنجليزية: Leonard Thompson)‏ هو لاعب غولف أمريكي، ولد في 1947 في لورينبرغ في الولايات المتحدة.

## وصلات خارجية
- ليونارد تومسون على موقع رابطة لاعبي الغولف المحترفين (الإنجليزية)
- ليونارد تومسون على موقع التصنيف العالمي الرسمي للغولف (الإنجليزية)